# I-69/I-169
I-69/I-169 — підводний човен Імперського флоту Японії, який взяв участь у бойових діях Другої світової війни. Споруджений як І-69, корабель 20 травня 1942-го був перейменований на І-169, щоб звільнити нумерацію для нових крейсерських підводних човнів (так само вчинили щодо всіх субмарин KD типів).

## Довоєнна служба
Корабель, який спорудили у 1935 році на верфі компанії Mitsubishi у Кобе, належав до типу KD6 (підтип KD6A).
По завершенні його включили до 12-ї дивізії підводних човнів, у складі якої І-69 перебував і на момент вступу Японії у Другу світову війну.
12 травня 1941-го І-69 зіткнувся з однотипним підводним човном I-70. У І-69 була пошкоджена носова частина, тоді як обшивка іншого корабля виявилась розпоротою від носової баластної цистерни майже до бойової рубки. Втім, обидва човни відремонтували ще до початку бойових дій.

## Перший похід
11 листопада 1941-го в межах підготовки до війни зі США І-69 вийшов з японського порту Саєкі (острів Кюсю) на атол Кваджелейн (Маршаллові острови). 23 листопада І-69 рушив далі до Гавайських островів та 7 грудня перебував неподалік від входу до гавані Перл-Гарбору, маючи завдання сприяти в пошуках екіпажів диверсійних мінісубмарин, які запускались з інших човнів угруповання. У ніч проти 8 грудня І-69 виявив корабель, ідентифікований як есмінець, та випустив по ньому торпеду. Втім, ворожий корабель ухилився, після чого І-69 так само безрезультатно атакували глибинними бомбами.
8 грудня човен провів у очікуванні диверсантів (можливо відзначити, що у підсумку жоден з них не зміг повернутися з рейду), а наступної доби південніше від острова Оаху безуспішно атакував вантажне судно (і з таким же результатом був контратакований глибинними бомбами). Того ж 9 грудня І-69 потрапив до протичовнової сіті, з якої зміг вирватись лише за кілька годин та з пошкодженим перископом.
27 грудня 1941-го човен повернувся на Кваджелейн.

## Другий похід
12 січня 1942-го І-69 вирушив для рекогносцирування атола Мідвей, до якого прибув 21 числа. Тут він провів кілька тижнів, а незадовго до завершення патрулювання спробував знищити артилерійським вогнем радіостанцію на Сенд-Айленді (найбільший острів атола). Ввечері 8 лютого І-69 сплив на поверхню біля Брукс-Ченнел (прохід, що веде в лагуну атола) та відкрив вогонь із гармати. Артилерійська батарея з атола почала вести вогонь у відповідь та змусила човен зануритись. 10 лютого І-69 знову спробував провести обстріл, проте встиг випустити лише два снаряди, після чого неподалік від нього скинули бомби два патрульні літаки, змусивши човен до термінового занурення.
17 лютого 1942-го човен повернувся на Кваджелейн, але вже наступної доби знову вийшов у море. Певний час він виконував завдання в районі на схід від острова Вейк, а 5 березня прибув до Куре для ремонту. 15 квітня І-69 полишив Японію, нетривалий час перебував у районі Вейку, а вже 9 травня прибув на Кваджелейн.

## Третій похід
24 травня 1942-го човен вже як І-169 рушив з бази на Кваджелейні для участі в операції заволодіння Мідвеєм. Разом зі ще чотирма підводними човнами своєї ескадри він мав утворити завісу за 1200 км на південний схід від атола, на шляху до нього від Гавайських островів.
31 травня І-169 прибув до визначеного йому району, проте не досягнув тут якихось результатів та 20 червня повернувся на Кваджелейн.

## Четвертий похід
9 липня 1942-го І-169 вирушив у похід із завданням провести рекогносцирування ряду архіпелагів Меланезії. Спершу човен виконав таке завдання в затоці Сент-Вінсент (західне узбережжя Нової Каледонії за кілька десятків кілометрів на північний захід від Нумеа), а 25 липня в районі за півтори сотні кілометрів на південний захід від Нумеа торпедував та потопив нідерландське вантажопасажирське судно Tjinegara (9227 GRT), яке прямувало на Нову Каледонію з Брисбена.
4—5 серпня 1942-го І-169 провів рекогносцирування Порт-Віла на острові Ефате (Нові Гебриди), при цьому був виявлений двома ворожими надводними кораблями та примушений полишити район.  
15 серпня 1942-го човен завершив похід на атолі Трук у центральній частині Каролінських островів (тут ще до війни створили потужну базу японського ВМФ, з якої до лютого 1944-го провадились операції в низці архіпелагів). Хоча на цей час минув уже більш як тиждень після висадки союзників на сході Соломонових островів (що започаткувало шестимісячну битву за Гуадалканал), проте І-169 спершу рушив 17 серпня до Японії, куди прибув 24 числа. Після проходження певного ремонту в Сасебо, човен 18 вересня повернувся на Трук.
До кінця 1942 року І-169 перебував у південно-східному секторі фронту, а 3 січня 1943-го прибув до Куре.

## Походи на Алеутські острови
Протягом перших семи місяців 1943 року І-169 виконував завдання, пов'язані з операціями на Алеутських островах. Відомо, що вже 15 січня він вийшов у перший транспортний рейс до острова Киска. Ще один рейс розпочався 15 лютого, при цьому човен, зокрема, транспортував диверсійну мінісубмарину та торпеди для неї. 26—27 лютого І-169 розвантажився на Кисці, наступної доби виявив загін ворожих кораблів (та був безрезультатно атакований глибинними бомбами) й у підсумку прибув на острів Парамушир (Курильські острови). 22 березня човен виходив з Парамушира для патрулювання в районі острова Атту (західна частина Алеутського архіпелагу), а 9 квітня прибув у Йокосуку для ремонту.
24 травня 1943-го І-169 вирушив у транспортний рейс на Киску, маючи на борту вантаж стрілецької зброї, амуніцію для неї та продовольство. Втім, спершу човен дістав наказ зайти в район острова Атту (тут американський флот провадив десантну операцію, яка успішно завершилась 31 травня), потім 5 червня провів рекогносцирування затоки Кулук-Бей на острові Адак (вісім сотень кілометрів на схід від Киски), і лише 9 червня доправив вантаж до пункту призначення. Прийнявши на борт 60 осіб, І-169 рушив на Курильські острови. 10 червня його обстріляв ворожий есмінець, проте 14 червня успішно прибув на Парамушир.  
До кінця квітня 1943-го І-169 здійснив ще один транспортний рейс до Киски, з якого повернувся на Парамушир, а в липні знову діяв у районі Алеутів. 17 липня човен дістав наказ обстріляти авіабазу на острові Амчитка (сотня кілометрів на південний схід від Киски), проте він був швидко скасований. 10 серпня І-169 прибув до Куре на ремонт.

## Дії у Мікронезії
25 вересня 1943-го І-169 вийшов з Куре та попрямував на Трук, куди прибув 3 жовтня. 14 жовтня він вирушив на бойове патрулювання, під час якого 20 жовтня дістав наказ разом зі ще чотирма підводними човнами перехопити великий конвой, виявлений південніше від Гавайських островів. Втім, І-169 не зміг досягнути якогось успіху в цьому завданні.
19 листопада американці розпочали операцію заволодіння островами Гілберта. І-169, який на той час патрулював між Гавайськими та Маршалловими островами, дістав наказ рухатись для протидії ворожим силам (взагалі, японське командування не наважилось ввести в бій надводні кораблі, проте вислало до островів Гілберта цілий ряд підводних човнів). 1 грудня І-169 був виявлений ворожим літаком та екстрено занурився. Хоча невдовзі він виявив шуми від великого конвою, проте не зміг зайняти позицію для його атаки.
9 грудня 1943-го човен повернувся на Трук.

## Похід до архіпелагу Бісмарка
27 січня 1944-го І-169 вирушив до Рабаула — головної передової бази в архіпелазі Бісмарка, з якої вже два роки здійснювались операції на Соломонових островах та сході Нової Гвінеї (втім, у цей момент союзники завершували операцію з нейтралізації Рабаулу, який невдовзі опиниться в блокаді). Одразу після прибуття в Рабаул І-169 прийняв на борт військовослужбовців, призначених для підсилення гарнізону островів Грін-Айленд (в протоці між великими островами Нова Ірландія та Бугенвіль), на яких тієї доби побувала диверсійна група союзників. Таке саме завдання дістав і підводний човен І-185, який разом з І-169 мав перевезти 123 бійці. 1 лютого човни вийшли з Рабаула та вночі 3 лютого побували на Грін-Айленд, при цьому через штормове море вдалось висадити лише 77 осіб.
Під час перебування в архіпелазі Бісмарка човен могли залучати до виконання транспортних завдань, таких як доставлення вантажу гарнізону острова Бугенвіль (західна частина Соломонових островів), на якому в листопаді 1943-го висадились ворожі сили.
11 березня 1944-го човен повернувся на Трук, база на якому за кілька тижнів до того, 17—18 лютого, зазнала розгрому під час рейду американського авіаносного з'єднання.

## Загибель корабля
Вранці 4 квітня 1944-го І-169 перебував у лагуні Трука біля острова Дублон, а його командир (та два десятки інших членів екіпажу) — на зазначеному острові. Після оголошення попередження про можливий авіаналіт човен на виконання наказу чергового офіцера терміново занурився, хоча люки машинного відділення та торпедного відсіку ще залишались відкритими. Кормова частина І-169 швидко заповнилась водою, а спроба сплисти не мала успіху. Човен ліг на дно в районі з глибиною 38 метрів.
Після завершення авіанальоту та невиходу І-169 на зв'язок до району його перебування прибули водолази, які шляхом перестукування змогли встановити наявність живих всередині корабля. 5 квітня до місця аварії прибув буксир та ремонтне судно з 30-тонним краном, проте човен був заважкий для підйому. Для подачі екіпажу повітря просвердлили отвори в баластних цистернах та під'єднали до них шланги, проте не змогли довести людям у корпусі інформацію про необхідність відкриття внутрішніх клапанів цистерн. Незадовго до завершення 5 квітня стуки зсередини човна припинились.
Протягом квітня 1944-го з І-169 підняли тіла 32 членів екіпажу. У травні через побоювання десантної атаки на Трук на рештки човна скинули глибинні бомби, щоб запобігти можливому підйому та вивченню технологій.
У 1972-му дайвери знайшли корпус І-169 та змогли проникнути всередину. Згодом рештки членів екіпажу були підняті та відправлені для кремації до Японії. Корабельний дзвін виставлений у храмі Ясукуні, де вшановують духів воїнів, загиблих за імператора.

## Бойовий рахунок
| Дата       | Назва     | Тип                  | Тоннаж | Місце            |
| 25.07.1942 | Tjinegara | вантажопасажирськене | 9227   | 23°18'S 165°25'E |